# José Miguel Bueno Vicente
José Miguel Bueno y Vicente (Villar de Argañán, Salamanca, 8 de junio de 1940) es un profesor universitario, directivo y político español.
Estudió el bachillerato en Salamanca y se licenció en Ciencias Físicas en la Universidad Complutense de Madrid. Posteriormente estudió Ingeniería Militar y en el año 2004 se doctoró en Ciencias Políticas en la Universidad Complutense de Madrid. 
Trabajó como profesor de Matemáticas en la Universidad Laboral de Cáceres y de Física en la Universidad de Salamanca. Posteriormente trabajó en la empresa automovilística SEAT, Factoría de Barcelona y en la Unión de Explosivos Río Tinto, en Madrid, en puestos relacionados con la consultoría en organización y planificación empresarial e industrial. Últimamente ha sido consultor en organización y planificación institucionales y profesor en distintas materias.
En 1975 se incorporó a la Unión General de Trabajadores (UGT) y al Partido Socialista Obrero Español (PSOE), formación de la que fue secretario general de la Agrupación Socialista de Fuencarral y miembro del Comité Regional Socialista en el Partido Socialista de Madrid- PSOE. También formó parte del grupo de expertos que elaboró el denominado Programa de transición en el XXVII Congreso del PSOE. Activo en diferentes Congresos del PSOE. Formó parte del Grupo de Desarme de la Internacional Socialista.
Fue diputado al Congreso por la circunscripción de Salamanca tras la elecciones generales de 1979, renovando mandato en 1982. En el Congreso fue secretario y vocal de la Comisión de Asuntos Exteriores y vicepresidente de la Comisión de Defensa. Miembro de la Asamblea Parlamentaria del Consejo de Europa. 
Obtuvo el escaño al Parlamento Europeo en la candidatura del PSOE en las elecciones europeas de 1987, donde fue miembro de las Comisiones de Industria, Economía e Investigación y Tecnología. Perteneció al Grupo Industria Aeronáutica Europea y a la Delegación para las Relaciones con la Asociación Europea de Libre Comercio (EFTA) y con Noruega.